# Norman Nato
Norman Nato (Cannes, 8 luglio 1992) è un pilota automobilistico francese.

## Carriera

### Kart
Nato a Cannes, iniziò la sua carriera sui kart nel 1998 all'età di sei anni ed undici anni dopo, nel 2009, vinse il campionato francese KZ2.

### Formula Renault
Nato debuttò in monoposto nella categoria F4 Eurocup 1.6 nel 2010, dove concluse al 2º posto, alle spalle di Stoffel Vandoorne, con due vittorie all'attivo.
Nel 2011, partecipò all'Eurocup Formula Renault 2.0 al volante di una vettura del team R-ace GP. Chiuse 11º, ottenendo due podi al Nürburgring e a Barcellona, oltre ad altri cinque arrivi a punti. Prese parte anche ad alcune gare della Formula Renault 2.0 Northern European Cup con la stessa squadra, con la quale raggiunse una posizione sul podio, nuovamente al Nürburgring.
Nel 2012, Nato restò in Eurocup, ma cambiò scuderia, passando alla debuttante RC Formula. Migliorò rispetto all'anno precedente, chiudendo 4º dopo aver ottenuto la sua prima vittoria a Spa. Nello stesso anno, in Formula Renault 2.0 Alps lottò per il titolo contro Daniil Kvjat, ma a causa di un incidente con lo stesso pilota russo nel corso dell'ultima gara della stagione concluse al 2º posto, con tre punti di ritardo.
Nato raggiunse la categoria di punta delle World Series by Renault nel 2013, anno in cui passò in Formula Renault 3.5 Series, al volante di una vettura della DAMS accanto a Kevin Magnussen. Nel 2014 rimase nello stesso team e al suo fianco, al posto di Magnussen, corse Carlos Sainz Jr.. Il 2014 fu la sua miglior stagione nella serie: ottenne la prestigiosa gara di Monaco e gara 2 in Ungheria.

### GP2 Series
Il 29 gennaio 2015 l'Arden International conferma l'ingaggio di Nato in qualità di primo pilota per la stagione 2015 di GP2. Chiude la stagione 18º, con 20 punti all'attivo. Nel 2016, il pilota francese affronta la sua seconda stagione nella categoria e cambia team, passando alla Racing Engineering. Ottiene due vittorie, nella prima gara della stagione a Barcellona e nella gara sprint di Monza, arrivando 5º in classifica generale.
Per la stagione 2017 continua nella categoria, nel frattempo rinominata Formula 2, tornando alla Arden. Ottiene una vittoria nella gara sprint di Baku, ottenendo il nono posto in campionato.

### Formula E
Nato viene scelto dal team ROKiT Venturi Racing per sostituire Felipe Massa nella stagione 2020-2021 della Formula E. Nell'ultima gara stagionale a Berlino conquista la sua prima vittoria nella categoria davanti a Oliver Rowland e Stoffel Vandoorne. Chiude la stagione con 54 punti al diciottesimo posto.
Per la stagione 2022, Nato diventa terzo pilota del team Jaguar TCS Racing. Per l'ultimo round della stagione, E-Prix di Seoul il francese scende in pista al posto dell'infortunato Sam Bird.
Per il 2023 Nato torna ad essere un pilota titolare, viene ingaggiato insieme a Sacha Fenestraz dal team Nissan e.dams. Conclude la stagione al decimo posto in campionato, con un secondo posto nella seconda gara di Roma come miglior risultato.
Per il 2024 passa al team Andretti al fianco di Jake Dennis. Nell'E-Prix di Shangai torna a podio chiudendo terzo dietro António Félix da Costa e Jake Hughes. Chiude la stagione al 14º posto lontano in classifica rispetto al compagno di team. Nel agosto del 2024 arriva l'annuncio della separazione tra Nato e il team Andretti. 
Per la stagione 11, Nato torna alla Nissan Formula E Team al posto di Sacha Fenestraz in coppia con Oliver Rowland. 

### WEC
Nel 2022 Nato viene scelto dal team Team WRT per competere insieme a Rui Andrade e Ferdinand Habsburg nella classe LMP2 del Campionato del mondo endurance. Dopo aver conquistato due podi di classe nella 6 Ore di Monza conquista la sua prima vittoria.
Nel 2023 passa alla classe Hypercar del WEC correndo con la Porsche 963 del team Hertz Team Jota. Dopo due anni alla guida della 963, passa alla Cadillac V-Series.R a partire dalla stagione 2025 rimando sempre legato a Jota, divenuto team ufficiale dalla Cadillac.

## Risultati

### Riassunto della carriera
| Stagione | Serie                                  | Team                     | Gare           | Vittorie       | Pole           | Gpv            | Podi           | Punti          | Pos.           |
| -------- | -------------------------------------- | ------------------------ | -------------- | -------------- | -------------- | -------------- | -------------- | -------------- | -------------- |
| 2010     | F4 Eurocup 1.6                         | Autosport Academy        | 14             | 2              | 0              | 1              | 8              | 131            | 2º             |
| 2011     | Eurocup Formula Renault 2.0            | R-ace GP                 | 14             | 0              | 0              | 0              | 2              | 58             | 11º            |
| 2011     | Formula Renault 2.0 NEC                | R-ace GP                 | 7              | 0              | 1              | 0              | 1              | 56             | 25º            |
| 2012     | Eurocup Formula Renault 2.0            | RC Formula               | 14             | 1              | 0              | 1              | 4              | 96             | 4º             |
| 2012     | Formula Renault 2.0 Alps               | RC Formula               | 14             | 4              | 5              | 5              | 8              | 214            | 2º             |
| 2013     | Formula Renault 3.5 Series             | DAMS                     | 17             | 0              | 1              | 0              | 0              | 33             | 13º            |
| 2014     | Formula Renault 3.5 Series             | DAMS                     | 17             | 2              | 1              | 1              | 2              | 89             | 7º             |
| 2015     | GP2 Series                             | Arden International      | 21             | 0              | 0              | 1              | 0              | 20             | 18º            |
| 2016     | GP2 Series                             | Racing Engineering       | 22             | 2              | 1              | 1              | 5              | 136            | 5º             |
| 2017     | Formula 2                              | Pertamina Arden          | 22             | 1              | 0              | 0              | 3              | 91             | 9º             |
| 2018     | European Le Mans Series - LMP2         | Racing Engineering       | 6              | 1              | 0              | 2              | 2              | 66             | 3°             |
| 2018     | 24 Ore di Le Mans - LMP2               | SMP Racing               | 1              | 0              | 0              | 0              | 0              | N/A            | 10º            |
| 2018     | IMSA WeatherTech SportsCar - Prototype | Tequila Patrón ESM       | 1              | 0              | 0              | 0              | 0              | 20             | 56°            |
| 2018–19  | WEC - LMP2                             | TDS Racing               | 1              | 0              | 0              | 0              | 0              | 12             | 16°            |
| 2018–19  | Formula E                              | Venturi Formula E Team   | Reserve driver | Reserve driver | Reserve driver | Reserve driver | Reserve driver | Reserve driver | Reserve driver |
| 2019     | European Le Mans Series - LMP2         | G-Drive Racing           | 2              | 1              | 1              | 0              | 1              | 38             | 11°            |
| 2019     | 24 Ore di Le Mans - LMP2               | RLR M Sport/Tower Events | 1              | 0              | 0              | 0              | 0              | N/A            | NC             |
| 2019–20  | WEC - LMP1                             | Rebellion Racing         | 7              | 2              | 3              | 1              | 6              | 145            | 3°             |
| 2019–20  | Formula E                              | ROKiT Venturi Racing     | Reserve driver | Reserve driver | Reserve driver | Reserve driver | Reserve driver | Reserve driver | Reserve driver |
| 2020     | 24 Ore di Le Mans                      | Rebellion Racing         | 1              | 0              | 0              | 0              | 1              | N/A            | 2°             |
| 2020–21  | Formula E                              | ROKiT Venturi Racing     | 15             | 1              | 0              | 1              | 1              | 54             | 18°            |
| 2021     | WEC - LMP2                             | Realteam Racing          | 6              | 0              | 0              | 1              | 0              | 50             | 10°            |
| 2021     | 24 Ore di Le Mans - LMP2               | Realteam Racing          | 1              | 0              | 0              | 0              | 0              | N/A            | 12°            |
| 2021–22  | Formula E                              | Jaguar TCS Racing        | 2              | 0              | 0              | 0              | 0              | 0              | 22°            |
| 2022     | WEC - LMP2                             | RealTeam by WRT          | 6              | 1              | 1              | 1              | 3              | 96             | 4°             |
| 2022     | 24 Ore di Le Mans - LMP2               | RealTeam by WRT          | 1              | 0              | 0              | 1              | 0              | N/A            | 17°            |
| 2022–23  | Formula E                              | Nissan                   | 16             | 0              | 0              | 0              | 1              | 63             | 10°            |
| 2023–24  | Formula E                              | Andretti Global          | 16             | 0              | 0              | 1              | 1              | 47             | 14º            |
| 2024     | WEC - Hypercar                         | Hertz Team Jota          | 4              | 0              | 0              | 0              | 1              | 35*            |                |

* Stagione in corso.

### Risultati in Formula Renault 3.5
(legenda) (Le gare in grassetto indicano la pole position) (Le gare in corsivo indicano Gpv)
| Stagione | Team | 1        | 2        | 3        | 4        | 5         | 6        | 7        | 8        | 9        | 10        | 11       | 12       | 13       | 14       | 15        | 16        | 17       | Pos. | Punti |
| -------- | ---- | -------- | -------- | -------- | -------- | --------- | -------- | -------- | -------- | -------- | --------- | -------- | -------- | -------- | -------- | --------- | --------- | -------- | ---- | ----- |
| 2013     | DAMS | MNZ 1 10 | MNZ 2 6  | ALC 1 5  | ALC 2 20 | MON 1 Rit | SPA 1 15 | SPA 2 15 | MSC 1 13 | MSC 2 10 | RBR 1 Rit | RBR 2 10 | HUN 1 15 | HUN 2 11 | LEC 1 18 | LEC 2 9   | CAT 1 Rit | CAT 2 5  | 13º  | 33    |
| 2014     | DAMS | MNZ 1 15 | MNZ 2 11 | ALC 1 11 | ALC 2 10 | MON 1     | SPA 1 5  | SPA 2 5  | MSC 1 17 | MSC 2 16 | NÜR 1 12  | NÜR 2 6  | HUN 1 8  | HUN 2 1  | LEC 1 10 | LEC 2 Rit | JER 1 8   | JER 2 10 | 7º   | 89    |

### Risultati in GP2 Series
(legenda) (Le gare in grassetto indicano la pole position) (Le gare in corsivo indicano Gpv)
| Anno | Team                | 1   | 2   | 3   | 4   | 5   | 6   | 7   | 8   | 9   | 10  | 11  | 12  | 13  | 14  | 15  | 16  | 17  | 18  | 19  | 20  | 21  | 22  | Punti | Pos. |
| ---- | ------------------- | --- | --- | --- | --- | --- | --- | --- | --- | --- | --- | --- | --- | --- | --- | --- | --- | --- | --- | --- | --- | --- | --- | ----- | ---- |
| 2015 | Arden International | BAH | BAH | ESP | ESP | MON | MON | AUT | AUT | GBR | GBR | HUN | HUN | BEL | BEL | ITA | ITA | RUS | RUS | BAH | BAH | UAE | UAE | 20    | 18º  |
| 2015 | Arden International | Ret | 16  | 8   | 7   | 18  | 21  | 20  | 13  | 18  | 23  | 11  | 6   | Rit | 20  | 6   | Rit | 12  | 9   | 24  | 10  | Rit | C   | 20    | 18º  |
| 2016 | Racing Engineering  | ESP | ESP | MON | MON | EUR | EUR | AUT | AUT | GBR | GBR | HUN | HUN | GER | GER | BEL | BEL | ITA | ITA | MAL | MAL | UAE | UAE | 136   | 5º   |
| 2016 | Racing Engineering  | 1   | 16  | 2   | 6   | Rit | Rit | 7   | 12  | 7   | 22† | 7   | 3   | Rit | 18  | Rit | 8   | 5   | 1   | 3   | Rit | 6   | 5   | 136   | 5º   |

### Risultati in Formula 2
(legenda) (Le gare in grassetto indicano la pole position) (Le gare in corsivo indicano Gpv)
| Anno | Team            | 1   | 2   | 3   | 4   | 5   | 6   | 7   | 8   | 9   | 10  | 11  | 12  | 13  | 14  | 15  | 16  | 17  | 18  | 19  | 20  | 21  | 22  | Punti | Pos. |
| ---- | --------------- | --- | --- | --- | --- | --- | --- | --- | --- | --- | --- | --- | --- | --- | --- | --- | --- | --- | --- | --- | --- | --- | --- | ----- | ---- |
| 2017 | Pertamina Arden | BAH | BAH | CAT | CAT | MON | MON | BAK | BAK | RBR | RBR | SIL | SIL | HUN | HUN | SPA | SPA | MNZ | MNZ | JER | JER | YMC | YMC | 91    | 9º   |
| 2017 | Pertamina Arden | 2   | Rit | 16  | 13  | Rit | Rit | 5   | 1   | Rit | 7   | 2   | 6   | 7   | 5   | 8   | 4   | 13  | 10  | 11  | 10  | 13  | 18† | 91    | 9º   |

### Risultati in Formula E
| Anno | Squadra                 | Vettura                             | 1                   | 2            | 3           | 4                                               | 5       | 6       | 7      | 8      | 9       | 10     | 11     | 12      | 13      | 14    | 15     | 16     | Punti | Pos. |
| --- | ----------------------- | ----------------------------------- | ------------------- | ------------ | ----------- | ----------------------------------------------- | ------- | ------- | ------ | ------ | ------- | ------ | ------ | ------- | ------- | ----- | ------ | ------ | ----- | ---- |
| 2020-21 | ROKiT Venturi Racing    | Spark-Mercedes-Benz EQ Silver Arrow | DIR 14              | DIR 16       | ROM 11      | ROM SQG                                         | VAL Rit | VAL 5   | MON 13 | PUE 14 | PUE Rit | NYC 15 | NYC 7  | LON Rit | LON Rit | BER 4 | BER 1  |        | 53    | 18°  |
| 2021-22 | Jaguar Racing           | Spark-Jaguar I-Type V               | DIR                 | DIR          | MEX         | ROM                                             | ROM     | MON     | BER    | BER    | GIA     | MAR    | NYC    | NYC     | LON     | LON   | SEO 13 | SEO 14 | 0     | 22°  |
| 2022-23 | Nissan                  | Spark-Nissan e-4ORCE 04             | MEX Rit             | DIR 12       | DIR 15      | HYD 7                                           | CAP 9   | SAP Rit | BER 13 | BER 16 | MON 18  | GIA 13 | GIA 5  | POR 9   | ROM 7   | ROM 2 | LON 8  | LON 4  | 63    | 10º  |
| 2023-24 | Andretti Global         | Spark-Porsche99XElectric            | MEX 10              | DIR 6        | DIR 16      | SAP 17                                          | TOY 15  | MIS 7   | MIS 16 | MON 10 | BER 18  | BER 19 | SHA 14 | SHA 3   | POR 13  | POR 7 | LON 10 | LON 12 | 47    | 15º  |
| 2024-25 | Nissan                  | Spark-Nissan e-4ORCE 05             | SAP 13              | MEX 13       | JED 18      | JED 15                                          | MIA 6   | MON 14  | MON 13 | TOK 15 | TOK 17  | SHA    | SHA    | GIA     | BER     | BER   | LON    | LON    | 11*   |      |
| \| Legenda \| 1º posto \| 2º posto \| 3º posto \| A punti \| Senza punti \| Grassetto=Pole position Corsivo=Giro più veloce \| \| Legenda \| Solo prove/Terzo pilota \| Non qualificato \| Ritirato/Non class. \| Squalificato \| Non partito \| Grassetto=Pole position Corsivo=Giro più veloce \| |                         |                                     |                     |              |             |                                                 |         |         |        |        |         |        |        |         |         |       |        |        |       |      |
| Legenda | 1º posto                | 2º posto                            | 3º posto            | A punti      | Senza punti | Grassetto=Pole position Corsivo=Giro più veloce |         |         |        |        |         |        |        |         |         |       |        |        |       |      |
| Legenda | Solo prove/Terzo pilota | Non qualificato                     | Ritirato/Non class. | Squalificato | Non partito | Grassetto=Pole position Corsivo=Giro più veloce |         |         |        |        |         |        |        |         |         |       |        |        |       |      |

- G: Pilota col giro più veloce nel gruppo di qualifica.
- *: Fanboost

### 24 Ore di Le Mans
| Anni | Team                     | Co-Piloti                      | Vettura              | Classe   | Giri | Pos. | Class Pos. |
| ---- | ------------------------ | ------------------------------ | -------------------- | -------- | ---- | ---- | ---------- |
| 2018 | SMP Racing               | Viktor Shaytar Harrison Newey  | Dallara P217-Gibson  | LMP2     | 345  | 14°  | 10°        |
| 2019 | RLR M Sport/Tower Events | John Farano Arjun Maini        | Oreca 07-Gibson      | LMP2     | 295  | NC   | NC         |
| 2020 | Rebellion Racing         | Gustavo Menezes Bruno Senna    | Rebellion R13-Gibson | LMP1     | 382  | 2°   | 2°         |
| 2021 | Rebellion Racing         | Esteban Garcia Loïc Duval      | Oreca 07-Gibson      | LMP2     | 356  | 17°  | 12°        |
| 2022 | RealTeam by WRT          | Rui Andrade Ferdinand Habsburg | Oreca 07-Gibson      | LMP2     | 362  | 21°  | 17°        |
| 2023 | AF Corse                 | Ben Barnicoat François Perrodo | Oreca 07-Gibson      | LMP2     | 183  | 43º  | 18º        |
| 2024 | Hertz Team Jota          | Callum Ilott Will Stevens      | Porsche 963          | Hypercar | 311  | 8º   | 8º         |
| 2025 | Cadillac Hertz Team Jota | Alex Lynn Will Stevens         | Cadillac V-Series.R  | Hypercar | 387  | 4º   | 4º         |

### Campionato del mondo endurance
| Anno    | Squadra          | Classe   | Vettura         | SPA | LMS | SIL | FUJ | SHA | SEB | SPA | LMS | Punti | Pos. |
| ------- | ---------------- | -------- | --------------- | --- | --- | --- | --- | --- | --- | --- | --- | ----- | ---- |
| 2018-19 | TDS Racing       | LMP2     | Oreca 07        |     |     |     |     |     |     | 4   |     | 12    | 16°  |
| Anno    | Squadra          | Classe   | Vettura         | SIL | FUJ | SHA | BHR | COA | SPA | LMS | BHR | Punti | Pos. |
| 2019-20 | Rebellion Racing | LMP1     | Rebellion R13   | 9   | 3   | 1   | 3   | 1   | 3   | 2   |     | 145   | 3°   |
| Anno    | Squadra          | Classe   | Vettura         | SPA | ALG | MNZ | LMS | BHR | BHR |     |     | Punti | Pos. |
| 2021    | Realteam Racing  | LMP2     | Oreca 07        | 6   | 7   | 7   | 7   | 7   | 7   |     |     | 50    | 10º  |
| Anno    | Squadra          | Classe   | Vettura         | SEB | SPA | LMS | MON | FUJ | BHR |     |     | Punti | Pos. |
| 2022    | RealTeam by WRT  | LMP2     | Oreca 07        | 3   | 2   | 9   | 1   | 4   | 5   |     |     | 96    | 4°   |
| Anno    | Squadra          | Classe   | Vettura         | QAT | IMO | SPA | LMS | SÃO | COA | FUJ | BHR | Punti | Pos. |
| 2024    | Hertz Team Jota  | Hypercar | Porsche 963     | 2   | 14  |     | 8   | 18  | Rit | 5   | 13  | 45    | 10°  |
| Anno    | Squadra          | Classe   | Vettura         | QAT | IMO | SPA | LMS | SÃO | COA | FUJ | BHR | Punti | Pos. |
| 2025    | Cadillac Racing  | Hypercar | Cadillac V-LMDh | 8   | 10  | 5   | 4   | 1   |     |     |     | 68*   |      |
| Legenda |                  |          |                 |     |     |     |     |     |     |     |     |       |      |

* Stagione in corso.